# Olga Barysheva-Korostelyova

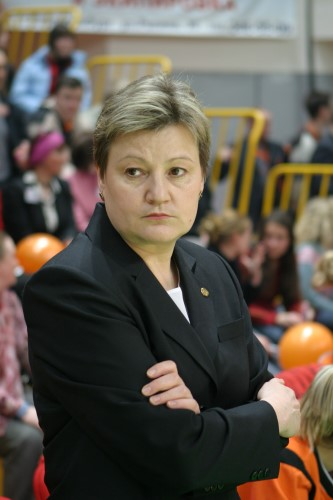

Olga Fyodorovna Barysheva-Korostelyova (cirílico:Ольга Фёдоровна Барышева-Коростелёва) (Ecaterimburgo , 24 de agosto de 1954) é uma ex-basquetebolista russa que integrou a Seleção Soviética Feminina que conquistou as Medalhas de Ouro disputadas no XXI Jogos Olímpicos de Verão realizados em 1976 na Cidade de Montreal, Canadá e nos XXII Jogos Olímpicos de Verão realizados em 1980 na cidade de Moscou.